# (6851) 1981 RO1
(6851) 1981 RO1 (1981 RO1, 1978 VE12, 1991 RB27) — астероїд головного поясу, відкритий 1 вересня 1981 року.
Тіссеранів параметр щодо Юпітера — 3,656.